# 永遠の序曲
『永遠の序曲』（えいえんのじょきょく、Leftoverture）は、アメリカ合衆国のロックバンドであるカンサスが1976年に発表した4枚目のアルバムである。

## 解説
シングル「伝承」が映画『幸せの旅路』（1977年）の主題歌に起用され、全米ビルボード・チャートで11位まで上がり、バンドにとって初のヒット曲となる。シングル・ヒットに引っ張られる形で、アルバムもチャートで最高5位まで上昇し、最終的に400万枚を売り上げる大ヒットとなった。
収録曲の大半はケリー・リヴグレンが手掛けており、ドラムスのフィル・イハートは「ケリーの創作能力はピークに達していた」と認めている。スティーヴ・ウォルシュは曲作りの面ではリヴグレンに主役の座を譲ったが、全編に渡ってメイン・ヴォーカリストとして活躍している。
ヒット曲「伝承」の他にも、ハード・ロックとプログレッシブ・ロックを基調とした佳曲が並ぶ。最終トラック「超大作」は、そのタイトル通り、6つのパートから成る8分を超える大作である。

## 収録曲
1. 伝承　Carry On Wayward Son　(Kerry Livgren)
2. 壁　The Wall　(Kerry Livgren / Steve Walsh)
3. 深層心理　What's On My Mind　(Kerry Livgren)
4. 奇跡　Miracles Out Of Nowhere　(Kerry Livgren)
5. 挿入曲　Opus Insert　(Kerry Livgren)
6. 少年時代の謎　Questions Of My Childhood　(Kerry Livgren / Steve Walsh)
7. 黙示録　Cheyenne Anthem　(Kerry Livgren)
8. 超大作　Magnum Opus　(Kerry Livgren / Steve Walsh / Richard Williams / Dave Hope / Phil Ehart / Robby Steinhardt)
  1. ファーザー・パディラと完全なるブヨの対面　Father Padilla Meets The Perfect Gnat
  2. 月に吠える　Howling At The Moon
  3. 船から落ちた男　Man Overboard
  4. メカニック総出演　Industry On Parade
  5. ビーバーを自由に　Release The Beavers
  6. ブヨの襲撃　Gnat Attack

## メンバー
出典
- フィル・イハート　Phil Ehart – ドラムス、パーカッション
- デイヴ・ホープ　Dave Hope – ベース
- ケリー・リヴグレン　Kerry Livgren – ギター、ピアノ、モーグ・シンセサイザー、オーバーハイム・シンセサイザー、アープ・シンセサイザー
- ロビー・スタインハート　Robby Steinhardt – バイオリン、ビオラ、リード・アンド・バッキング・ボーカル
- スティーヴ・ウォルシュ　Steve Walsh – オルガン、ピアノ、ヴァイブ、リード・アンド・バッキング・ボーカル、シンセサイザー
- リチャード・ウィリアムス　Richard Williams – アコースティック・アンド・エレクトリック・ギター
- Toye LaRocca and Cheryl Norman – 子供達の声（「黙示録」）

### 引用文献
- Cummings, Kevin (2024). Kansas: Every Album, Every Song. Sonicbond Publishing. ASIN B0F437Q8SR